# Jesus e o jovem rico

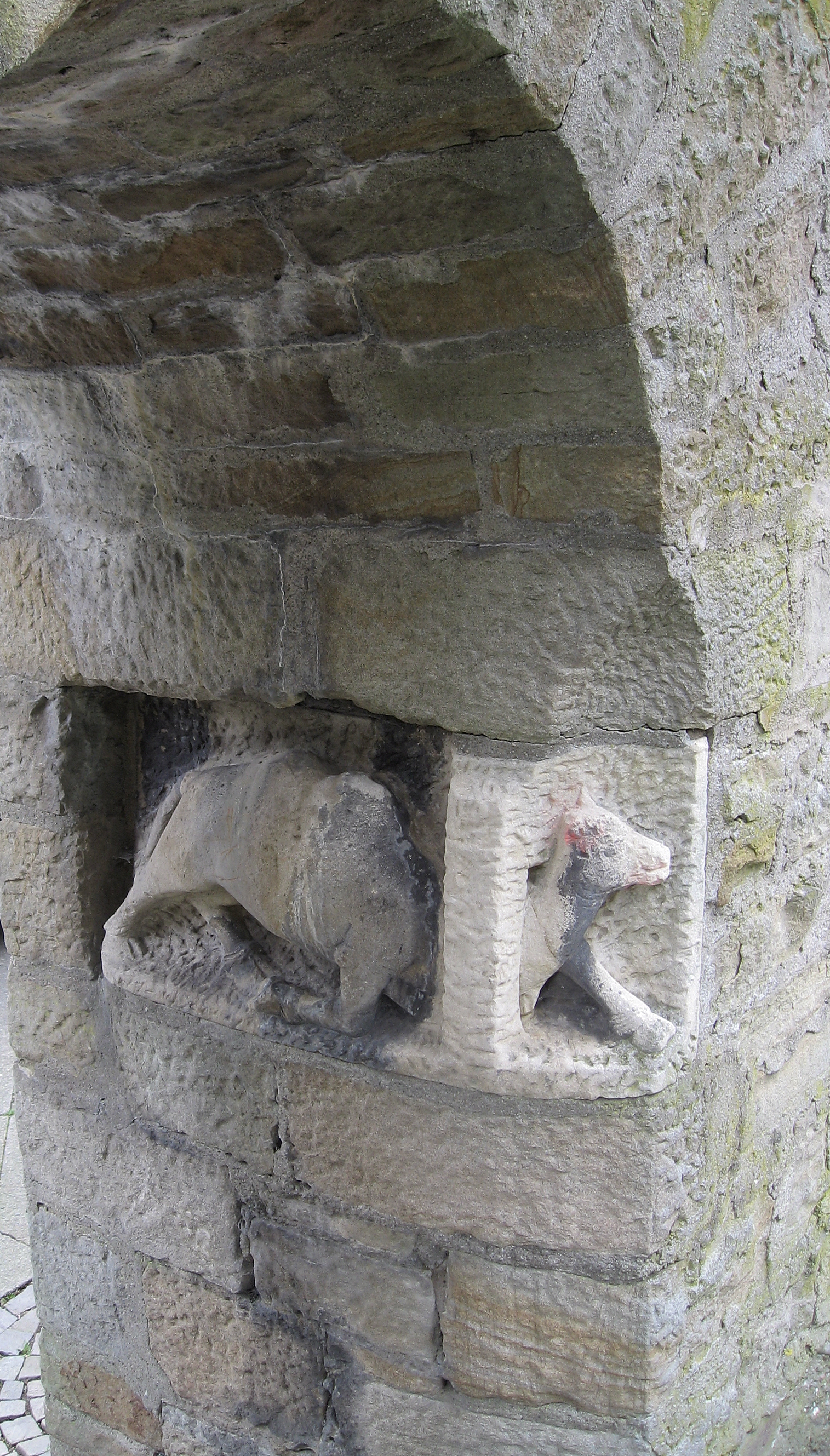
Igreja de São Bonifácio em Dortmund, na Alemanha.

Jesus e o jovem rico é um episódio da vida de Jesus que trata da vida eterna. Ele pode ser encontrado nos três evangelhos sinópticos: Mateus 19:16–30, Marcos 10:17–31 e Lucas 18:18–30. É neste episódio que Jesus faz referência a «Quão dificilmente entrarão no reino de Deus os que têm riquezas! Pois mais fácil é passar um camelo pelo fundo de uma agulha, do que entrar um rico no reino de Deus» (Lucas 18:24–25), uma frase que se tornaria uma de suas mais famosas expressões.

## Narrativa bíblica
No Evangelho de Mateus, um jovem rico pergunta a Jesus quais atos levariam à "vida eterna". Primeiro Jesus recomenda ao rapaz que obedeça aos mandamentos. Quando ele responde que já os observa, Jesus então acrescenta:
| “ | «Se queres ser perfeito, vai vender tudo o que tens, e dá-o aos pobres, e terás um tesouro nos céus; depois vem seguir-me.» (Mateus 19:21) | ” |

No Evangelho de Lucas, a reação foi uma das frases mais conhecidas de Jesus:
| “ | «Jesus, olhando-o, disse: Quão dificilmente entrarão no reino de Deus os que têm riquezas! Pois mais fácil é passar um camelo pelo fundo de uma agulha, do que entrar um rico no reino de Deus.» (Lucas 18:18–30) | ” |

Os discípulos então perguntam a Jesus quem poderá ser salvo, ao que Ele responde: "O que é impossível aos homens, é possível a Deus."

## Interpretação
Esta parábola iguala a "vida eterna" com a entrada no Reino de Deus.
A expressão "buraco de uma agulha" tem 3 possíveis interpretações. A primeira como "agulha" sendo um portão em Jerusalém, que abria após o portão principal ter se fechado à noite. Um camelo só poderia passar por este portão, menor, se se agachasse e fosse descarregado. Esta história tem sido apresentada desde pelo menos o século XV e, possivelmente, desde o século IX.[carece de fontes?] Porém, não há nenhuma evidência da existência de tal portão.
Variações sobre a história incluem uma versão sobre antigas estalagens tendo portões pequenos para atrapalhar bandidos ou uma história sobre um passo entre as montanhas conhecido como "olho da agulha", tão estreito que os mercadores teriam que desmontar de seus camelos, ficando assim vulneráveis a salteadores.
A segunda tem origem em Cirilo de Alexandria, que afirmou que "camelo" é um erro de impressão grego. Kamêlos ("camelo") seria a versão errada e kamilos ("corda" ou "cabo") seria o correto. Contudo, evidências para um erro assim são fracas, com nenhum apoio em manuscritos. Além disso, esta interpretação é contra o princípio da crítica textual de que os erros tendem a acontecer na direção da leitura mais simples e não contra ela.
A terceira e mais coerente com os próprios contextos (dada a explicação em Mt 19,26 e Mc 10,27 enfatizando o "impossível" acontecer) e com outros versículos (como Mt 5.3; Mt 26.6-13; Jo 3.16; Rm 3.10) é de que Jesus literalmente disse "camelo" e "agulha", o que torna impossível ao homem salvar-se sozinho, dependendo apenas de Deus para salvá-lo.